# Omolabus melanopygus
Omolabus melanopygus là một loài bọ cánh cứng trong họ Attelabidae. Loài này được Sharp miêu tả khoa học năm 1889.